# Ome Henk rost er op los!
Ome Henk rost er op los! is het zevende album van Ome Henk, dat in 1996 werd uitgebracht. Op deze cd worden de volgende personages geïntroduceerd: De tovenaar van Salsa Borenco en Jim en Mike.

## Tracklist
1. De Rattenvanger Van Biggeveen (Deel I)
2. Wij Onderbreken Deze Spannende Epiosode (Haje Arebaje Baje)
3. De Rattenvanger Van Biggeveen (Deel 2)
4. Ja Dat Is A-Sociaal
5. Ome Henk Als Paashaas
6. Doet U Mij Maar Zo Een Sappige Augurk
7. Bij De Visboer
8. De Nieuwe Deurbel
9. Dombo Tv
10. Met Ome Henk Op Vakantie
11. Kaboenk
12. 1 April
13. Roodkapje
14. Stinkie's Pattattent
15. Big Bag En Bog Slaan Op Hol
16. Wij Zijn Ed En Ted
17. Snelle Terugblik (Speciale Doorskip Versie)